# العلاقات الدومينيكية الميانمارية
العلاقات الدومينيكية الميانمارية هي العلاقات الثنائية التي تجمع بين دومينيكا وميانمار.

## مقارنة بين البلدين
هذه مقارنة عامة ومرجعية للدولتين:
| وجه المقارنة                                              | دومينيكا              | ميانمار          |
| --------------------------------------------------------- | --------------------- | ---------------- |
| المساحة (كم2)                                             | 751                   | 676.58 ألف       |
| عدد السكان (نسمة)                                         | 73.92 ألف             | 53.37 مليون      |
| الكثافة السكانية (ن./كم²)                                 | 9.84 ألف              | 78.88            |
| العاصمة                                                   | روسو                  | نايبيداو، يانغون |
| اللغة الرسمية                                             | لغة إنجليزية          | اللغة البورمية   |
| العملة                                                    | دولار شرق الكاريبي    | كيات ميانماري    |
| الناتج المحلي الإجمالي (بليون دولار)                      | 562.54 مليون          | 69.32 مليار      |
| الناتج المحلي الإجمالي (تعادل القوة الشرائية) بليون دولار | 789.63 مليون          | 282.95 مليار     |
| الناتج المحلي الإجمالي الاسمي للفرد دولار أمريكي          | 7.12 ألف              | 1.16 ألف         |
| الناتج المحلي الإجمالي للفرد دولار أمريكي                 | 10.88 ألف             |                  |
| مؤشر التنمية البشرية                                      | 0.724                 | 0.536            |
| رمز المكالمات الدولي                                      | +1767                 | +95              |
| رمز الإنترنت                                              | .dm                   | .mm              |
| المنطقة الزمنية                                           | 00، توقيت أطلنطي موحد | ت ع م+06:30      |

## منظمات دولية مشتركة
يشترك البلدان في عضوية مجموعة من المنظمات الدولية، منها:
| علم المنظمة | اسم المنظمة                        | تاريخ انضمام دومينيكا | تاريخ انضمام ميانمار |
| ----------- | ---------------------------------- | --------------------- | -------------------- |
|             | مؤسسة التنمية الدولية              | 29 سبتمبر 1980        | 5 نوفمبر 1962        |
|             | يونسكو                             | 9 يناير 1979          | 27 يونيو 1949        |
|             | مؤسسة التمويل الدولية              | 29 سبتمبر 1980        | 3 ديسمبر 1956        |
|             | منظمة حظر الأسلحة الكيميائية       | ?                     | ?                    |
|             | الأمم المتحدة                      | 18 ديسمبر 1978        | 19 أبريل 1948        |
|             | الاتحاد الدولي للاتصالات           | 28 أكتوبر 1996        | 15 سبتمبر 1937       |
|             | منظمة الشرطة الجنائية الدولية      | ?                     | ?                    |
|             | البنك الدولي للإنشاء والتعمير      | 29 سبتمبر 1980        | 3 يناير 1952         |
|             | الاتحاد البريدي العالمي            | ?                     | ?                    |
|             | وكالة ضمان الاستثمار متعدد الأطراف | 7 أكتوبر 1991         | 16 ديسمبر 2013       |
|             | منظمة التجارة العالمية             | ?                     | ?                    |

## وصلات خارجية
- موقع وزارة الخارجية الميانمارية